# Сумма биотехнологии
Сумма биотехнологии. Руководство по борьбе с мифами о генетической модификации растений, животных и людей — научно-популярная книга российского биолога и популяризатора науки Александра Панчина, изданная Corpus совместно с фондом «Эволюция» в 2015 году.
Заглавие книги — чуть изменённое название работы Станислава Лема «Сумма технологии», которое, в свою очередь, ведёт своё происхождение от средневекового жанра сумм, таких как «Сумма теологии» или «Сумма против язычников».
Книга стала победителем премии «Просветитель» 2016 года в номинациях «Естественные и точные науки» и «Народный выбор».
Большая часть книги посвящена разбору мифов и страхов, связанных с генно-модифицированными организмами (ГМО), последняя, шестнадцатая глава рассказывает о роли биотехнологии в продлении жизни. Так рецензент интернет-издания snob.ru Александр Гаврилов сравнивает Александра Панчина с «бульдогом Дарвина» Томасом Генри Гексли, а одна из рецензий в «Живом Журнале» озаглавлена «Как я перестал бояться и полюбил ГМО вместе с Александром Панчиным». Книга написана живым и доступным языком, хотя и не всегда проста для понимания неподготовленным читателем.
Автор доказывает, что прямое вмешательство в генокод культурных растений принципиально не отличается от традиционной селекции, а этикетка «Не содержит ГМО» носит чисто маркетинговый характер.
Выход «Суммы биотехнологии» почти совпал с обсуждением и принятием в первом чтении Госдумой РФ законопроекта о запрете на выращивание ГМО, что, как отметил рецензент «Сноба», стало лучшей рекламой для книги Панчина.
Книга получила высокие оценки экспертов программы «Всенаука». Благодаря чему попала в число научно-популярных книг, которые в рамках проекта «Дигитека» распространяются в электронном виде бесплатно для всех читателей.